# Radford (West Midlands)
Radford – dzielnica miasta Coventry, w Anglii, w West Midlands, w dystrykcie metropolitalnym Coventry. W 2011 roku dzielnica liczyła 18 879 mieszkańców.